# OXXO

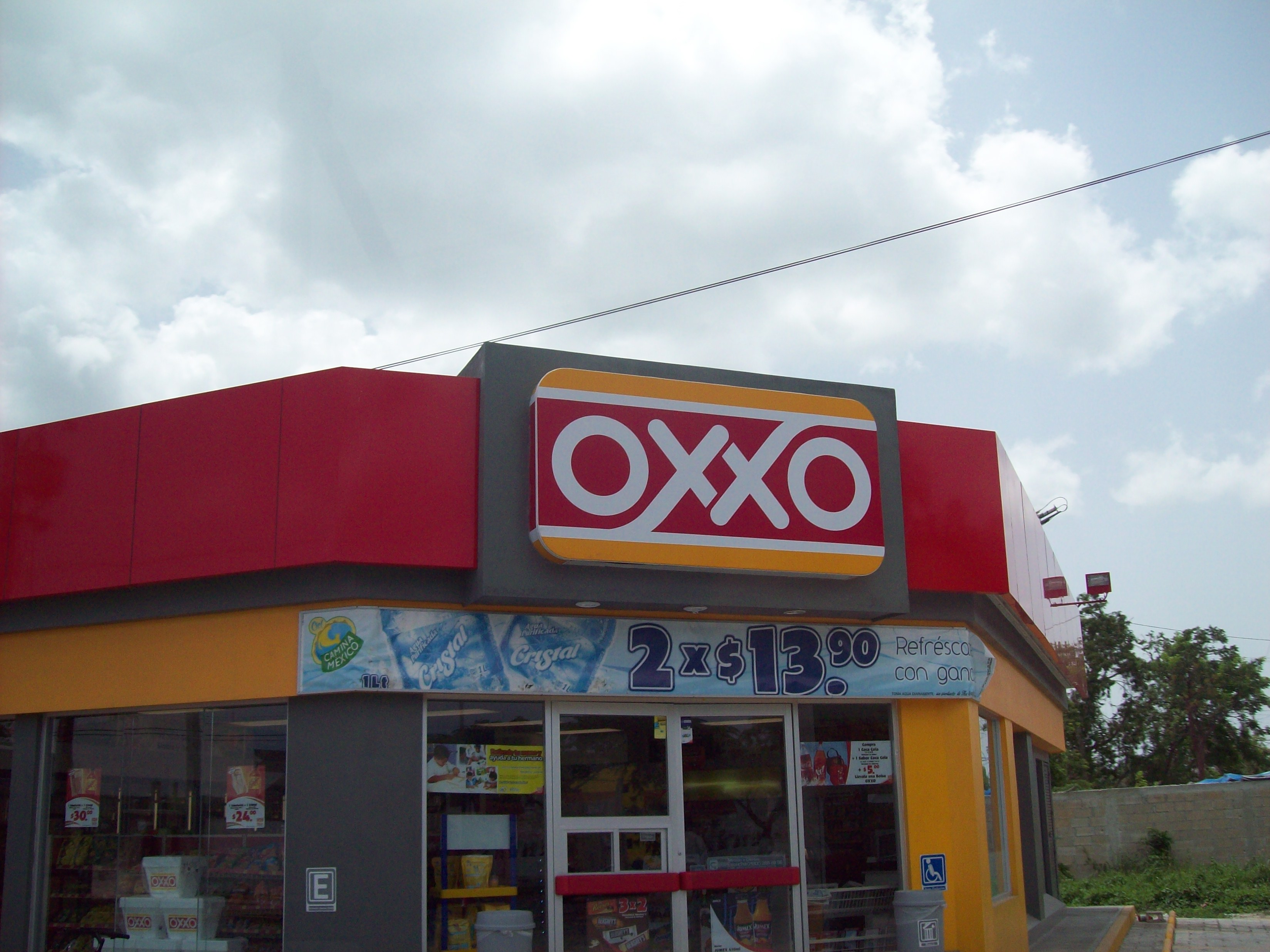
Un negozio OXXO a Cozumel

OXXO è una catena di negozi a basso costo del Messico con oltre 10 000 convenience store in America Latina. La sede è a Monterrey, Nuevo León, ed è stata fondata nel 1977. Il primo negozio fu inaugurato nel 1978 nella stessa Monterrey.

È completamente di proprietà della multinazionale FEMSA (Fomento Económico Mexicano). La catena segue lo stile della giapponese 7-Eleven.